# KV9
A KV9, no Vale dos Reis em Egito, é a do faraó Ramessés V. Ele foi sepultado nesta tumba, mas seu tio Ramessés VI reusou-a mais tarde como sua própria tumba.
A arquitetura é típica da vigésima dinastia, e é muito mais simples que a do Ramessés III (KV11).